# برايان غويدري
برايان غويدري (بالإنجليزية: Brian Guidry)‏ هو رسام أمريكي، ولد في 28 ديسمبر 1968.